# Нина Думбадзе
Нина Јаковлевна Думбадзе (рус. Ни́на Я́ковлевна Думба́дзе; Одеса, 23. мај 1919 — Тбилиси 14. април 1983) бивша је совјетска атлетичарка, кја се такмичила у бацању диска. Била је двострука европска првакиња, освајачица олимпијске медаље и седмострука светска рекордерка.
Думбадзе је седам пута побољшвала светски рекорд у бацању диска са 49,11 м 1939. на 57,04 м  1952. Последњи рекорд опстао је 8 година док га Тамара Прес није оборила. 
Два пута је освајала европску титулу: 1946. и 1950.  Године 1952. на Олимпијским играма у Хелсинкију освојила је бронзану медаљу, изгубивши од својих сународника Нине Ромасзкове и Јелисавете Багрианцеве.Резултати бацања дуска на ЛОИ 1852. сајрт sports-reference.com
Била је првакиња Совјетског Савеза 1939, 1943, 1944 и 1946-1950.

## Референцe
1. ↑  Прогресија светских рекорда у атлетици сајт ИААФ стр. 332